# Mimastra maai
Mimastra maai es una especie de insecto coleóptero de la familia Chrysomelidae.
Fue descrita científicamente en 1936 por Gressitt & Kimoto.